# Мыс Биллингса
Мыс Би́ллингса — мыс на берегу пролива Лонга в пределах Иультинского района Чукотского автономного округа.
Назван по имени морского офицера и гидрографа Иосифа Биллингса.

## Топография
Находится на косе, отделяющей акваторию лагуны Валькакынмангкы от Восточно-Сибирского моря между устьем реки Пегтымель и посёлком Ленинградский.
Ближайший населённый пункт расположен в 12 км западнее — национальное село Биллингс.

## Краткая характеристика
Мыс Биллингса представляет собой комплекс крупной аккумулятивной формы типа пересыпи, отделяющей от моря акватории нескольких лагун, овальной формы. Самые высокие отметки штормового вала составляют 5,2-5,4 м, а вместе с дюной, венчающей гребень штормового вала — 6,8 м.

## Климат
Климат крайне суровый арктический, среднегодовая температура воздуха составляет −12,7°С. Часты сильные холодные ветры и туманы (рекорд — 123 за год). Летом граница паковых льдов проходит на небольшом удалении от побережья.

## Фауна
В районе мыса находится место массовой миграционной остановки азиатской популяции белого гуся в период с конца августа — начала сентября.